# ブルック郡 (ウェストバージニア州)
ブルック郡（英: Brooke County）は、アメリカ合衆国ウェストバージニア州の北部パンハンドル部に位置する郡である。2010年国勢調査での人口は24,609人であり、2000年の25,447人から3.3%減少した。郡庁所在地はウェルズバーグ市（人口2,805人）であり、同郡にはウィアトン市も入っているが、その一部に過ぎない。ブルック郡は1797年にオハイオ郡から分離して設立され、郡名は、1794年から1796年までバージニア州知事を務めたロバート・ブルックに因んで名付けられた。
ブルック郡はオハイオ州にも跨るウィアトン・スチューベンビル大都市圏に属しており、さらに大きなピッツバーグ3州広域都市圏に入っている。

## 郡政府
ブルック郡は、3人の委員で構成される郡政委員会が統治している。委員は3つの小選挙区からそれぞれ1人が選ばれ、任期は6年間であり、偶数年毎に1人が改選されている。委員会は毎年議長を互選している。
ブルック郡は、ハンコック郡やオハイオ郡と共にウェストバージニア州の第1司法巡回地区に入っている。ウェストバージニア州では巡回裁判所判事は党派選挙で選ばれ、任期は8年間、定数は4人である。
ブルック郡は、また第1司法巡回地区と同じ管区であるウェストバージニア州第1巡回家庭裁判所の管区に属している。ウェストバージニア州の家庭裁判所判事は2008年から8年任期で選ばれるようになった。定数は2人である。
治安判事は党派選挙で選ばれ、任期は4年間である。空席が生じた場合はそれぞれの巡回裁判所判事が代行する。巡回裁判所判事や家庭裁判所判事とは異なり、弁護士経験がなくてもよい。郡内の治安判事定数は4人である。

## 地理
アメリカ合衆国国勢調査局に拠れば、郡域全面積は92平方マイル (238.3 km2)であり、このうち陸地89平方マイル (230.5 km2)、水域は3平方マイル (7.8 km2)で水域率は3.70%である。郡内最高地点はフランクリンの南約1.5マイル (2.4 km)、標高約1,372フィート (418 m) の地点である。

### 主要高規格道路
- アメリカ国道22号線
- ウェストバージニア州道2号線
- ウェストバージニア州道27号線
- ウェストバージニア州道67号線
- ウェストバージニア州道88号線

### 隣接する郡
- ハンコック郡 - 北
- ワシントン郡 (ペンシルベニア州) - 東
- オハイオ郡 - 南
- ジェファーソン郡 (オハイオ州) - 西

### 国立保護地域
- オハイオ川諸島国立野生生物保護区（部分）

## 人口動態
以下は2000年国勢調査による人口統計データである。
| 基礎データ - 人口: 25,447人 - 世帯数: 10,396 世帯 - 家族数: 7,152 家族 - 人口密度: 111人/km2（286人/mi2） - 住居数: 11,150軒 - 住居密度: 48軒/km2（126軒/mi2） 人種別人口構成 - 白人: 97.90% - アフリカン・アメリカン: 0.85% - ネイティブ・アメリカン: 0.10% - アジア人: 0.34% - 太平洋諸島系: 0.04% - その他の人種: 0.09% - 混血: 0.69% - ヒスパニック・ラテン系: 0.39% 年齢別人口構成 - 18歳未満: 20.4% - 18-24歳: 9.4% - 25-44歳: 25.8% - 45-64歳: 26.0% - 65歳以上: 18.3% - 年齢の中央値: 41歳 - 性比（女性100人あたり男性の人口） - 総人口: 91.8 - 18歳以上: 89.9 | 世帯と家族（対世帯数） - 18歳未満の子供がいる: 26.9% - 結婚・同居している夫婦: 55.3% - 未婚・離婚・死別女性が世帯主: 9.9% - 非家族世帯: 31.2% - 単身世帯: 27.9% - 65歳以上の老人1人暮らし: 14.4% - 平均構成人数 - 世帯: 2.36人 - 家族: 2.88人 収入と家計 - 収入の中央値 - 世帯: 32,981米ドル - 家族: 39,948米ドル - 性別 - 男性: 34,397米ドル - 女性: 19,711米ドル - 人口1人あたり収入: 17,131米ドル - 貧困線以下 - 対人口: 11.7% - 対家族数: 9.5% - 18歳未満: 16.4% - 65歳以上: 9.1% |

## 都市と町

### 法人化市と町
- ウェルズバーグ市 - 郡庁所在地
- フォーランズビー市
- ビーチボトム村
- ベサニー町
- ウィンザーハイツ村
- ウィアトン市（小部分）

### 未編入の町
| - アーノルド - コークタウン - コリアーズ - イーストスチューベンビル | - ファウラーズトン - フーバーソンハイツ - ロックデール - ショートクリーク |

## 教育
郡内唯一の高校はブルック高校である。

## 伝承
ソンジャ・バリシックに拠れば、「郡内で最後に魔女裁判が行われたのは1802年のことであり、ある夫婦が1人の魔女を告発したが、裁判では中傷だと裁定された」